# Nana Mizuki
Nana Mizuki (水樹奈々, Mizuki Nana), née Nana Kondō (近藤 奈々, Kondō Nana) le 21 janvier 1980 à Niihama dans la préfecture d'Ehime (île de Shikoku) au Japon, est une actrice japonaise de doublage d'anime ou seiyū, en activité depuis 1998 ; elle est également chanteuse de J-pop sur le label King Records depuis 2000. Elle est aussi narratrice TV dans l'émission Music Japan, animatrice radio dans l'émission Smile Gang, et ambassadrice du tourisme pour sa ville d'origine, Niihama.

## Biographie
- Si vous ne connaissez pas le sujet, laissez ce bandeau (vous pouvez alors contacter les auteurs).
- Si vous supprimez le contenu mis en cause (vous pouvez préalablement contacter les auteurs),

argumentez précisément cette suppression dans la page de discussion
(un manque de référence n'est pas un argument ; une recherche réelle de référence doit avoir été effectuée, être formellement documentée).
Née le 21 janvier 1980 dans le Niihama, Nana Mizuki est très vite baignée dans le monde de la musique et de la radio dès son enfance par ses parents. Elle suit dès l'âge de cinq ans des cours d'Enka et de piano et participera à de nombreux concours de chant locaux. En 1993, elle remporta l'un d'eux et enregistrera un single nommé « Tsugazakura » sous le nom de Nana Kondō.
Elle a fait ses études à Tokyo à la Horikoshi High School où elle aura notamment Domoto Tsuyoshi des KinKi Kids comme camarade. C'est dans cette école, spécialisée dans le monde artistique, que Nana développa ses ambitions  et l'école est d'ailleurs très fière des quelques autographes dont elle dispose. En 1997, diplôme en poche, elle suivra un entraînement vocal pour réaliser son rêve, devenir chanteuse d'Enka, mais ses professeurs lui conseillèrent de devenir seiyū. Grande fan d'animes et de mangas depuis la première heure, Nana écoute cette recommandation et passe l'audition pour Chisato Kadokura dans le jeu vidéo « Noël ». Son rôle fut un succès et allia son succès à son talent pour sortir un premier album sous le nom de Chisato. Avant cela, elle passa d'abord par la radio et sortit deux mini singles contenant des chansons et des passages sur une radio.
En 1998, elle a chanté une chanson appelé Girl's Age pour un concert portant sur le jeu vidéo dans lequel elle jouait Chisato Kadokura. En 2000, alors âgée de 20 ans, elle organise un petit concert et elle signe chez King Records et réalise en décembre 2000 son premier single Omoi qui ne percera pas dans les chartes nippones. Il s'ensuivra de plusieurs autres singles et albums qui auront un succès relativement mauvais comme Heaven Knows (2001), ou encore The Place of Happiness (même année) qui ne percèrent pas dans les chartes nippones. Enchaînant alors deux concerts, l'un pour ses 21 ans et l'autre pour la sortie de son premier album Supersonic Girl, Nana Mizuki est groupée avec une autre chanteuse pour un duo appelé nanaxnana affilié à l'anime Shichinin no Nana. Le projet tombant à l'eau, Nana reprend alors sa carrière solo. Jusque-là le succès de Nana Mizuki était quasi nul et c'est en 2002 qu'elle commença sa carrière à la radio en créant le Smile Gang avec Misato Fukuen. La même année, elle rentre dans le groupe Prits après avoir doublé Aria dans Sister Princess. Le groupe sort alors quatre singles et fait quelques apparitions radio avant de se séparer la même année. Continuant à nouveau en solo, Nana sort plusieurs singles et 2 albums Magic Attraction et Dream Skipper. En octobre 2004, Nana sort son single Innocent Starter qui est son premier titre à se classer dans le top 10 de l'Oricon à la 9e place. De plus, ses rôles d'anime devenant de plus en plus important après Fate Testarossa dans Magical Girl Lyrical Nanoha et Yui dans Ichigo 100%, sa carrière musicale débute sérieusement en même temps que sa carrière de Seiyū…
En octobre 2005 son 12e single est délivré : « Eternal Blaze » et se place directement 2e à l'Oricon weekly Chart. Nana Mizuki sera à cette période la première seiyū à atteindre cet exploit. Elle devient alors réellement connue avec son invitation et sa collaboration avec Masami Okui, grande amie à elle, au premier Animelo Summer Live en 2006. Nana Mizuki se produit alors dans de grande salle de concert comme le Nippon Budokan lors du Live Rainbow et du Livedom -Birth-. En 2006, son 14e single Justice to Believe se classe 4e à l'Oricon et lui permet de gagner en 2007 à la première cérémonie des seiyū awards, l'award de la meilleure performance musicale. Cette même année, elle sortira son 15e single Secret Ambition qui se classera pour la seconde fois 2e à l'Oricon et sera également un tournant dans son style musical, puisqu'elle incorpore alors plus de son rock et il en sera de même pour son 7e album Great Activity et pour son 18e single Trickster qui se placeront 2e. Nana crée alors sa propre émission radio appelé « M no Sekai », apparaît à Tokyo FM et devient narratrice et présentatrice à Music Japan.
L'année 2009 démarre sur les chapeaux de roue avec son 19e single qui sera son 4e single à se classer 2e à l'Oricon. En juin 2009, elle sort son 8e album Ultimate Diamond qui fera de Nana Mizuki la première seiyū depuis la mise en place de l'Oricon en 1968 à se classer numéro 1, il sera le 85e album le plus vendu au Japon en 2009. En cette fin d'année, elle sera invitée au show le plus regardé au Japon, le Kōhaku Uta Gassen, où elle sera encore la première seiyū à réaliser cet exploit.
En janvier 2010, elle sortira deux singles à un mois d'intervalle, le premier Phantom Minds qui servira d'opening pour le film Magical Girl Lyrical Nanoha The MOVIE 1st, qui se classera numéro 1 à l'Oricon, confirmant son titre. Le deuxième Silent Bible classé numéro 3 sera son 10e single à se classer dans le top 5 dans les chartes.
Elle a remporté le prix Tomiyama Kei puisque c'est la seiyū rapportant le plus à l'industrie de l'animation et des seiyūs à la 4e cérémonie des seiyū awards. Elle annonce alors une tournée appelé Live Academy qui remportera également un succès fou et devient par la même occasion ambassadrice du tourisme dans sa région natale, l'Ehime.
Son dernier album : Impact Exciter sort le 7 juillet 2010 et se classera 2e de l'Oricon avec des chiffres de ventes impressionnants dépassant son prédécesseur Ultimate Diamond.
En été 2010 a lieu la nouvelle tournée de Nana Mizuki appelée Live Games, les places prévues pour les deux soirées au Seibu Dome sont vendues en une journée et la représentation fut un succès. En décembre 2010, elle fête ses 10 ans de carrière après la sortie d'Omoi en publiant un magazine nommé Nana Star et en annonçant sa participation au « Zachou Kouen » et au Kōhaku 2010.
Elle sort le 21 janvier 2011, jour de son 31e anniversaire, une autobiographie appelée Shin'ai. Quelques jours plus tard est annoncé la sortie de deux nouveaux singles de deux chansons le 13 avril 2011 et l'un d'entre eux servira d'opening à l'anime DOG DAYS. De plus, elle annonce un nouveau live pour mai appelé Nana Mizuki Live Journey 2011 pour la plus grande joie de ses fans.

## Doublage
- Bakuage Sentai Boonboomger - Itarsha
- Bakuage Sentai Boonboomger, le filBOON ! : Promise The Circuit - Itarsha
- Basilisk ~Kōga Ninpō Chō~ - Oboro Iga
- Black Clover - Vanessa Enoteca
- Blood-C - Saya Kisaragi
- Claymore - Riful
- Cross Ange Tenshi no Ryu no Rondo - Ange / Angelise Ikaruga Misurugi
- Darker than Black - Kirihara Misaki
- Dog Days - Ricotta Elmar / Nanami Takatsuki
- Dororo - Mio
- Dragon Ball Super: Broly - Cheelai
- Erementar Gerad - Cisqua
- Fire Emblem Heroes - Nótt
- Fullmetal Alchemist - Wrath
- Fullmetal Alchemist: Brotherhood - Lan Fan
- Gravion (en) - Marinia
- Hakushaku to Yousei - Lydia Carlton
- Happy Lesson - Minazuki Rokumatsuri
- HeartCatch PreCure! - Tsubomi Hanasaki/Cure Blossom
- iCarly - Carly Shay
- Itazura na kiss - Kotoko Aihara
- La Fille des enfers - Tsugumi Shibata
- Kamen Rider × Super Sentai × Shériffs de l'espace : Super Hero Taisen Z - Psycholon
- Kämpfer - Kanden Yamaneko
- Kiba - Roya
- Kuroshitsuji II - Alois Trancy
- Kyōshoku Sōkō Guyver - Mizuki Segawa
- Love Hina - Nyamo
- Mahō Shōjo Lyrical Nanoha - Fate Testarossa
- Mahō Shōjo Lyrical Nanoha A's - Fate Testarossa, Alicia Testarossa
- Mahō Shōjo Lyrical Nanoha StrikerS - Fate T. Harlaown
- Magi - Ren Hakuei
- Metal Gear Solid: Peace Walker - Paz Ortega Andrade
- Minami-ke - Tōma Minami
- Minami-ke Okawari - Tōma Minami
- Minami-ke Okaeri - Tōma Minami
- Mousou Dairinin - Taeko
- Naruto/Naruto Shippūden/Naruto SD/Boruto - Hinata Uzumaki / Hinata Hyūga
- 2x2=Shinobuden - Shinobu
- One Piece - Komurasaki
- Power Rangers - Trini Kwan
- Princesse Tutu - Rue
- Professeur Layton et la Diva éternelle - Janice Quatlane
- RideBack - Rin Ogata
- Rosario + Vampire - Moka Akashiya
- Saint Seiya: The Lost Canvas - Pandora
- Senki Zesshō Symphogear - Tsubasa Kazanari
- Shinkyoku Sōkai Polyphonica - Yugiri Persert
- Shugo Chara! - Hoshina Utau
- Tales of Symphonia - Collet (Colette)
- Toriko - Tina
- tsuyokiss - Sunao Konoe
- White Album - Rina Ogata
- Zetsuen no tempest - Evangeline Yamamoto
- How I Married an Amagami Sister - Mahiru Anekōji

## Discographie

### Singles
1. Omoi (想い?) (6 décembre 2000)
2. Heaven Knows (25 avril 2001)
3. The Place of Happiness (29 août 2001)
4. Love & History (1er mai 2002)
5. Power Gate (1er mai 2002)
6. Suddenly ~Meguriaete~ (25 septembre 2002)
7. New Sensation (23 avril 2003)
8. Still in the Groove (16 juillet 2003)
9. Panorama (パノラマ, -Panorama-?) (7 avril 2004)
10. Innocent Starter (6 octobre 2004)
11. Wild Eyes (18 mai 2005)
12. Eternal Blaze (19 octobre 2005)
13. Super Generation (18 janvier 2006)
14. Justice to Believe (15 novembre 2006)
15. Secret Ambition (18 août 2007)
16. Massive Wonders (22 août 2007)
17. Starcamp Ep (6 février 2008)
18. Trickster (1er octobre 2008)
19. Shin'ai (深愛?) (21 janvier 2009)
20. Mugen (夢幻?) (28 octobre 2009)
21. Phantom Minds (13 janvier 2010)
22. Silent Bible (10 février 2010)
23. Scarlet Knight (13 avril 2011)
24. Pop Master (13 avril 2011)
25. Junketsu Paradox (純潔パラドックス?) (3 août 2011)
26. Synchrogazer (11 janvier 2012)
27. Time Space EP (6 juin 2012)
28. Bright Stream (1er août 2012)
29. Vitalization (31 juillet 2013)
30. Kindan no Resistance (15 octobre 2014)
31. Eden (14 janvier 2015)
32. Angel Blossom (22 avril 2015)
33. Exterminate (22 juillet 2015)
34. STARTING NOW! (13 juillet 2016)
35. Destiny's Prelude (19 juillet 2017)
36. Testament (19 juillet 2017)

### Singles Split
1. Preserved Roses (15 mai 2013) (T.M.Revolution × Nana Mizuki)
2. Kakumei Dualism (23 octobre 2013) (T.M.Revolution × Nana Mizuki)

### Albums
1. Supersonic Girl (5 décembre 2001)
2. Magic Attraction (6 novembre 2002)
3. Dream Skipper (27 novembre 2003)
4. Alive & Kicking (8 décembre 2004)
5. Hybrid Universe (3 mai 2006)
6. Great Activity (14 novembre 2007)
7. Ultimate Diamond (3 juin 2009)
8. Impact Exciter (7 juillet 2010)
9. Rockbound Neighbors (12 décembre 2012)
10. Supernal Liberty (16 avril 2014)
11. Smashing Anthems (11 novembre 2015)
12. Neogene Creation (21 décembre 2016)
13. Cannonball Running (11 décembre 2019)

Compilations
1. The Museum  (7 février 2007)
2. The Museum II  (23 novembre 2011)
3. The Museum III  (10 janvier 2018)

### DVD/Blu-ray
1. Nana Clips 1 (22 janvier 2003)
2. Nana Mizuki Live Attraction the DVD (26 mars 2003)
3. Nana Mizuki Live Skipper Countdown the DVD and More (3 mars 2004)
4. Nana Clips 2 (7 juillet 2004)
5. Nana Mizuki Live Rainbow at Budokan (6 avril 2005)
6. Nana Clips 3 (18 janvier 2006)
7. Nana Mizuki Livedom -Birth- at Budokan (21 juin 2006)
8. Nana Mizuki Live Museum x Universe (6 juin 2007)
9. Nana Mizuki Live Formula at Saitama Super Arena (9 mai 2008)
10. Nana Clips 4 (2 juillet 2008)
11. Nana Mizuki Live Fighter -BluexRed Side- (25 décembre 2008)
  1. Nana Mizuki Live Fighter -Blue Side- (25 décembre 2008)
  2. Nana Mizuki Live Fighter -Red Side- (25 décembre 2008)
12. Nana Mizuki Live Diamond x Fever (23 décembre 2009)
13. Nana Clips 5 (27 octobre 2010)
14. Nana Mizuki Live Games x Academy (22 décembre 2010)
  1. Nana Mizuki Live Games x Academy -Red Side- (22 décembre 2010)
  2. Nana Mizuki Live Games x Academy -Blue Side- (22 décembre 2010)
15. Nana Mizuki Live Grace 2011 -Orchestra- (5 octobre 2011)
16. Nana Mizuki Live Castle×Journey -King- (2 mai 2012)
17. Nana Mizuki Live Castle×Journey -Queen- (2 mai 2012)
18. Nana Mizuki Live Grace -Opusii-×Union (1er mai 2013)
19. Nana Clips 6 (11 décembre 2013)
20. Nana Mizuki Live Circus×Circus+×Winter Festa (28 mai 2014)
21. Nana Mizuki Live Flight×Flight+ (14 janvier 2015)
22. Nana Mizuki Live Theater -Acoustic- (17 juin 2015)

Blu-ray
1. Nana Mizuki Live Fighter -BluexRed Side- (25 décembre 2008)
2. Nana Mizuki Live Diamond x Fever (23 décembre 2009)
3. Nana Clips 5 (27 octobre 2010)
4. Nana Mizuki Live Games x Academy (22 décembre 2010)
5. Nana Mizuki Live Grace 2011 -Orchestra- (5 octobre 2011)
6. Nana Mizuki Live Circus×Circus+×Winter Festa (28 mai 2014)
7. Nana Mizuki Live Flight×Flight+ (14 janvier 2015)
8. Nana Mizuki Live Theater -Acoustic- (17 juin 2015)